# Laurent Seigne
Pour les articles homonymes, voir Seigne (homonymie).
Pas d'image ? Cliquez ici

a Compétitions nationales et continentales officielles uniquement.

b Matchs officiels uniquement.
Dernière mise à jour le 22 avril 2025.
Laurent Seigne, né le 12 août 1960 à Tulle (France), est un joueur international française de rugby à XV évoluant au poste de pilier. Il joue avec avec l'équipe de France de 1989 à 1995.
Après sa carrière de joueur, il devient entraîneur, d'abord au CA Brive, remportant la Coupe d'Europe 1996-1997, puis en Angleterre avec le Gloucester RFC. Après un retour en France au sein du club du CS Bourgoin-Jallieu, il dirige le Castres olympique, puis retrouve son ancien club du CA Brive. Il retrouve ensuite une nouvelle fois le club de Bourgoin-Jallieu.

## Biographie
Laurent Seigne naît le 12 août 1960 à Tulle dans le département français de la Corrèze.

### Carrière de joueur
Laurent Seigne commence la pratique du rugby à XV à l'ASPO Brive.
En 1982, n'ayant pas reçu d'offre de la part de son club, il rejoint le Stade clermontois. Il signe ensuite à l'US Cognac où il reste durant trois ans jusqu'en 1986.
Cette année-là, il rejoint le SU Agen. Deux ans plus tard, il est champion de France avec son nouveau club.
Durant l'automne 1989, il est sélectionné pour la première fois en équipe de France. Il connaît sa première cape avec l'équipe de France contre les Lions britanniques en octobre,. Le mois suivant, il dispute son deuxième test match contre l'équipe d'Australie. En fin de saison, son club du SU Agen s'incline en finale du Championnat de France. Il quitte le club à l'issue de la saison.
Il rejoint alors le RC Narbonne à partir de l'exercice 1990-1991. Le 27 octobre 1990, il joue avec les Barbarians français contre la Nouvelle-Zélande à Agen. Les Baa-Baas s'inclinent 13 à 23.
À partir de la saison 1992-1993, il signe pour l'AS Mérignac. En début d'année 1993, il remporte le Tournoi des Cinq Nations avec le XV de France.
Lors de l'intersaison 1994, il part de l'AS Mérignac afin de signer au CA Brive.
Le 18 février 1995, il joue son dernier test match contre l'équipe d'Écosse. À l'issue de la saison, il prend sa retraite de joueur afin de devenir entraîneur.
Il fait partie, selon un article du quotidien britannique The Times publié en 2006, des dix joueurs français de rugby « les plus effrayants »,.

### Carrière d'entraîneur
Devenu entraineur des avants et spécialiste de la mêlée, il fait ses débuts au CA Brive puis rejoint l'Angleterre à l'appel de Philippe Saint-André qui cherche un spécialiste du jeu des avants au Gloucester RFC.
Il seconde toujours Philippe Saint-André quand il signe au CS Bourgoin-Jallieu en 2002. En janvier 2004, il prend les rênes de l'équipe à la suite du départ précipité de Philippe Saint-André. Poste qu'il conserve pour toute la saison 2004-2005.
Nommé entraineur en chef au Castres olympique en 2005, il est limogé en avril 2007 et remplacé par Ugo Mola, ancien joueur du club et entraineur des espoirs.
De retour en Corrèze, il devient manager du CA Brive à partir de la saison 2007-2008 mais est remercié en octobre 2009. Il est alors remplacé par Ugo Mola, qui lui a déjà succédé auparavant à Castres.
En mai 2011, il devient manager du CS Bourgoin-Jallieu pour trois ans, avec pour mission de reconstruire le club. Mais à la suite des mauvais résultats et des grosses difficultés financières du club, il est limogé en mars 2012.
En 2013, il est nommé directeur de Flower Campings, marque française d'hôtellerie de plein air qui regroupe des campings villages indépendants en France.
A dater de septembre 2014, il est entraineur adjoint - responsable des avants - de l'équipe de Russie, nommé par l'entraîneur en chef Raphaël Saint-André, et dispute la qualification pour la Coupe du monde 2015.

## Statistiques

### Joueur

#### En équipe de France
- Sélections en équipe de France : 15.
- Sélections par année : 2 en 1989, 1 en 1990, 8 en 1993, 2 en 1994, 2 en 1995.
- Tournois des Cinq Nations disputés : 1993, 1994, 1995

| Édition           | Rang | Résultats France | Résultats Seigne | Matchs Seigne |
| ----------------- | ---- | ---------------- | ---------------- | ------------- |
| Cinq Nations 1993 | 1    | 3 v, 0 n, 1 d    | 3 v, 0 n, 1 d    | 4/4           |
| Cinq Nations 1994 | 3    | 2 v, 0 n, 2 d    | 1 v, 0 n, 0 d    | 1/4           |
| Cinq Nations 1995 | 3    | 2 v, 0 n, 2 d    | 0 v, 0 n, 2 d    | 2/4           |

Légende : v = victoire ; n = match nul ; d = défaite ; la ligne est en gras quand il y a Grand Chelem.

#### Barbarians français
- 1 match avec les Barbarians français en 1990.

### Entraîneur
| Saison      | Club                | Division     | Poste      | Classement                                 | Coupe d'Europe    | Challenge européen         |
| ----------- | ------------------- | ------------ | ---------- | ------------------------------------------ | ----------------- | -------------------------- |
| 1995 - 1996 | CA Brive            | 1re division | Entraîneur | Défaite en finale                          | -                 | -                          |
| 1996 - 1997 | CA Brive            | 1re division | Entraîneur | Éliminé en huitième de finale              | Champion d'Europe | -                          |
| 1997 - 1998 | CA Brive            | 1re division | Entraîneur | 5e Poule 1                                 | Défaite en finale | -                          |
| 1998 - 1999 | CA Brive            | 1re division | Entraîneur | 2e poule 3, 4e dans la phase qualificative | -                 | Éliminé en demi-finale     |
| 2001 - 2002 | Gloucester RFC      | Premiership  | Avants     | Vainqueur de la phase play-off             | -                 | Éliminé en demi-finale     |
| 2002 - 2003 | CS Bourgoin-Jallieu | Top 16       | Avants     | 3e poule 1, 3e poule 2 des play-offs       | Éliminé en poule  | -                          |
| 2003 - 2004 | CS Bourgoin-Jallieu | Top 16       | Avants     | Éliminé en demi-finale                     | Éliminé en poule  | -                          |
| 2004 - 2005 | CS Bourgoin-Jallieu | Top 16       | Avants     | Éliminé en demi-finale                     | Éliminé en poule  | -                          |
| 2005 - 2006 | Castres olympique   | Top 14       | Entraîneur | 7e                                         | Éliminé en poule  | -                          |
| 2006 - 2007 | Castres olympique   | Top 14       | Entraîneur | 11e                                        | Éliminé en poule  | -                          |
| 2007 - 2008 | CA Brive            | Top 14       | Manager    | 11e                                        | -                 | Éliminé en quart de finale |
| 2008 - 2009 | CA Brive            | Top 14       | Manager    | 6e                                         | -                 | Éliminé en quart de finale |

## Palmarès

### Joueur

#### En club
- Finaliste du Championnat de France de 2e division en 1985 avec l'US Cognac.
- Finaliste du Challenge Yves du Manoir en 1987 avec le SU Agen et en 1992 avec le RC Narbonne.
- Vainqueur du Championnat de France en 1988 avec le SU Agen.
- Finaliste du Championnat de France en 1990 avec le SU Agen.
- Vainqueur du Challenge Yves du Manoir en 1991 avec le RC Narbonne.

#### En équipe nationale
- Vainqueur du Tournoi des Cinq Nations en 1993 avec l'équipe de France.

### Entraîneur
- Vainqueur du Challenge Yves du Manoir en 1996 avec le CA Brive.
- Finaliste du Championnat de France en 1996 avec le CA Brive.
- Vainqueur de la Coupe d'Europe en 1997 avec le CA Brive.
- Finaliste de la Coupe d'Europe en 1998 avec le CA Brive.
- Finaliste du Challenge Sud Radio en 2003 avec le CS Bourgoin-Jallieu.

### Distinctions personnelles
- Oscars du Midi olympique 2004 :  Oscar de Bronze du meilleur entraîneur en France